# Callicebus melanochir
Callicebus melanochir — вид широконосих мавп родини Сакієві (Pitheciidae).

## Поширення
Вид є ендеміком Бразилії, де зустрічається лише на сході країни у штаті Баїя. Ареал виду знаходиться на правому березі річки Парагуасу та на північ від річки Муджур у штаті Еспіріту-Санту.

## Спосіб життя
Callicebus coimbrai населяє Бразильський Атлантичний ліс, зустрічається також у вторинному деградованому лісі. Раціон складається, в основному, з м'якоті плодів, листя, комах і насіння. Вони утворюють невеликі територіальні групи, що складається з пари та молоді і вважаються моногамними. Вони займають територію у 22-24 га.